# Diocesi di Angers

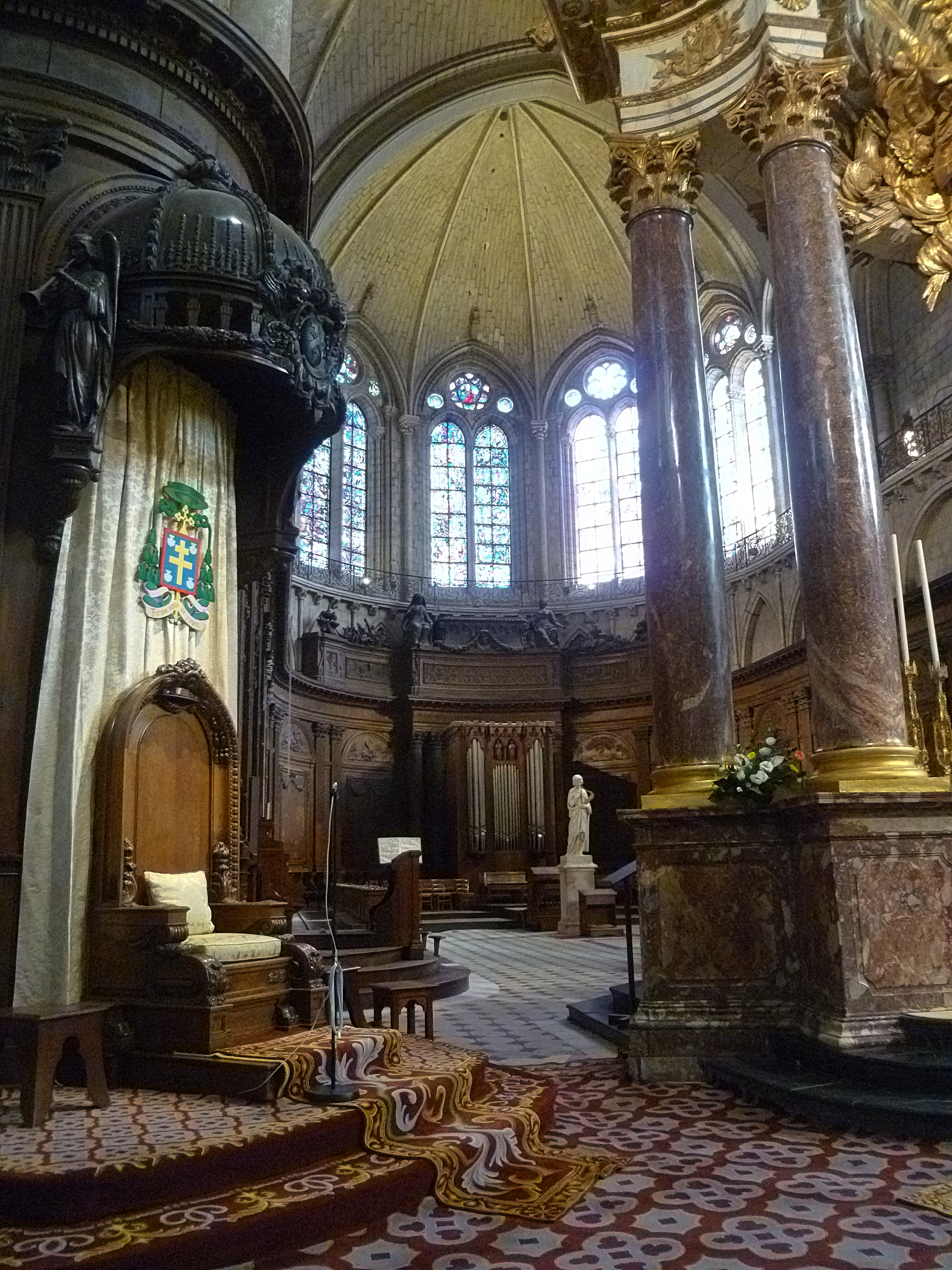
La cattedra episcopale, nella cattedrale di San Maurizio ad Angers

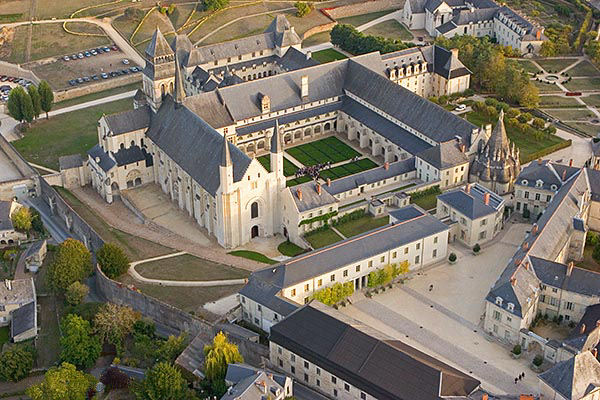
L'abbazia di Fontevrault.

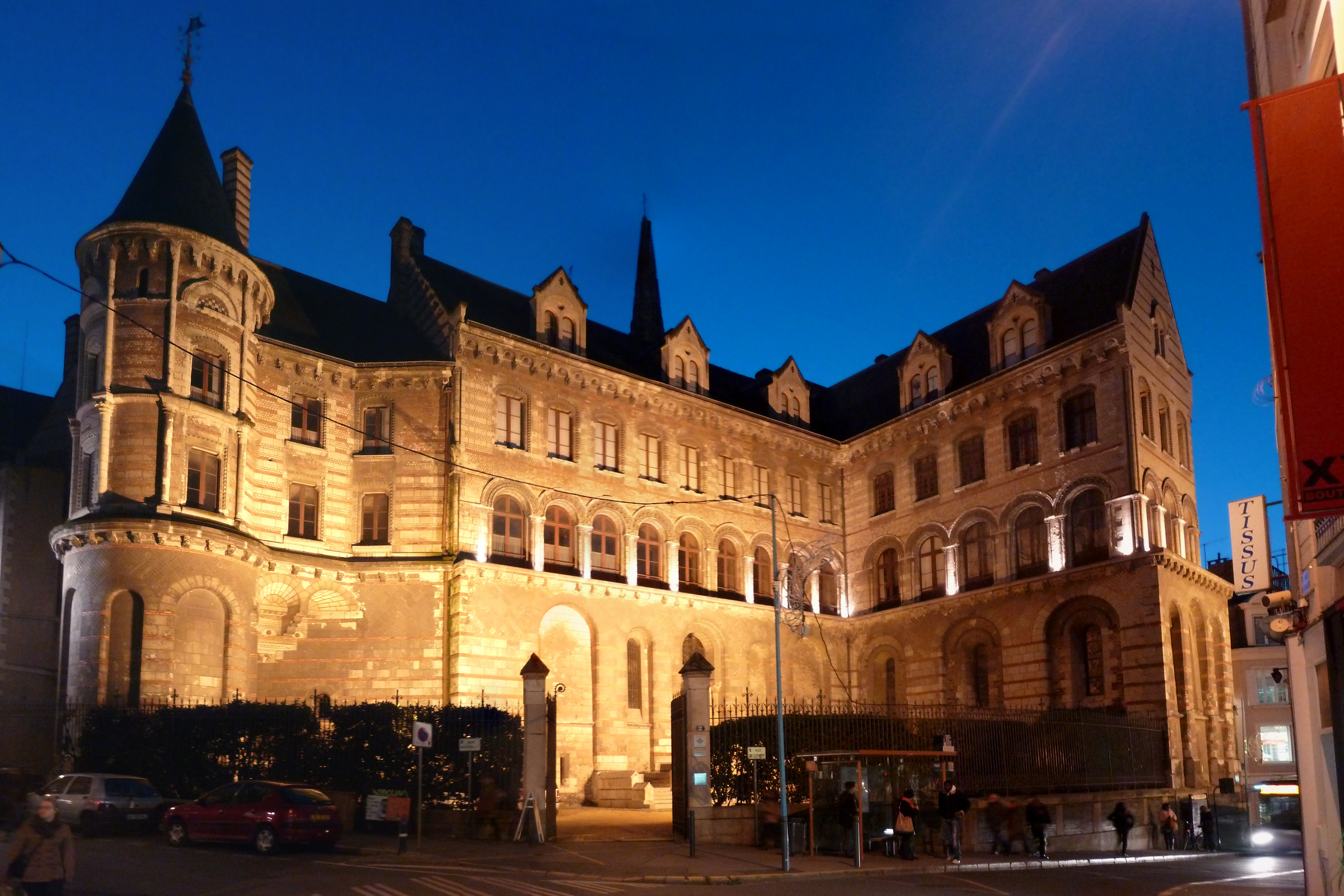
Il palais du Tau, antico palazzo episcopale di Angers, oggi centro delle opere diocesane.

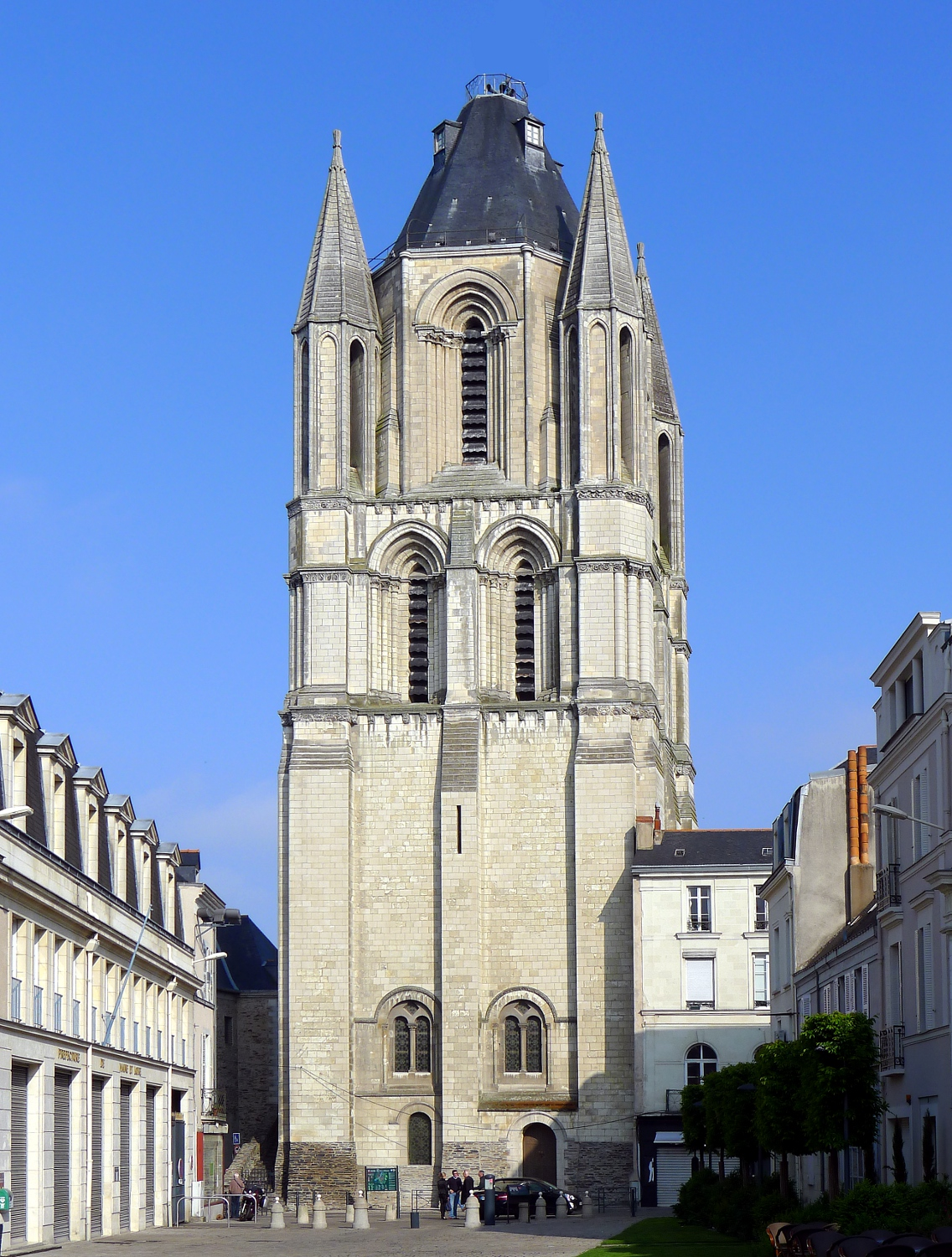
La tour Saint'Aubin è tutto ciò che resta dell'antica abbazia di Saint'Aubin, fondata nel VI secolo.

La diocesi di Angers (in latino Dioecesis Andegavensis) è una sede della Chiesa cattolica in Francia suffraganea dell'arcidiocesi di Rennes. Nel 2022 contava 586.000 battezzati su 815.883 abitanti. È retta dal vescovo Emmanuel Delmas.

## Territorio
La diocesi comprende il dipartimento francese del Maine e Loira.
Sede vescovile è la città di Angers, dove si trova la cattedrale di San Maurizio. Nella stessa città sorge anche la basilica minore di Santa Maddalena.
Il territorio si estende su 7.107 km² ed è suddiviso in 60 parrocchie, raggruppate in 12 decanati.

## Storia
La diocesi è attestata per la prima volta nel 372, anno in cui il vescovo Difensore partecipò all'elezione dell'arcivescovo di Tours. A partire da questo momento gli antichi cataloghi episcopali riportano una presenza ininterrotta di vescovi, molti dei quali attestati da documenti storici.
Juliomagus, capitale del popolo celtico degli Andecavi, era una civitas della provincia romana della Gallia Lugdunense terza, come testimoniato dalla Notitia Galliarum dell'inizio del V secolo. Dal punto di vista religioso, come di quello civile, Angers dipendeva dalla provincia ecclesiastica di Tours, sede metropolitana provinciale.
Nel 453 viene celebrato ad Angers un concilio che radunò i vescovi della provincia ecclesiastica. Nel 470 è per la prima volta menzionata la cattedrale.
San Licino nel 601 ricevette da Gregorio Magno una lettera di raccomandazione per Agostino e i suoi compagni, che si apprestavano ad evangelizzare i popoli anglosassoni della Britannia: è la più antica testimonianza conosciuta delle relazioni tra la Chiesa di Angers e quella di Roma.
In un diploma del 1096 sono indicati per la prima volta i tre arcidiaconati in cui era suddiviso il territorio della diocesi, Angers, oltre Loira e oltre Maine. Ogni arcidiaconato era costituito da arcipreture o decanati per un totale di 10. Questa suddivisione rimase in vigore fino all'Ottocento.
Durante il Medioevo Angers era un'importante città monastica, con sei monasteri: Sant'Albino (Saint-Aubin), San Sergio, San Giuliano, San Nicola, Ognissanti e Ronceray. I primi monasteri furono fondati nel VI secolo, ma è soprattutto fra XI e XIV secolo che la diocesi vide fiorire innumerevoli fondazioni monastiche: si contavano in diocesi 7 abbazie benedettine, 5 agostiniane e 4 cistercensi.
Nel 1229 papa Callisto II visitò la diocesi, durante l'episcopato di Guillaume de Beaumont.
Nel 1244 fu fondata l'università con le facoltà di diritto civile e canonico, a cui nel 1432 furono aggiunte le facoltà di teologia, medicina e arte.
A partire dal XIV secolo la diocesi vide la nascita e lo sviluppo di un alto numero di confraternite; se ne conoscono 33 nella città di Angers e 61 nelle parrocchie rurali. La maggior parte di queste erano dedicate ai santi (in particolare san Nicola, san Giacomo e santa Caterina) oltre a quelle dedicate al Santissimo Sacramento.
La diocesi, prospera dal punto di vista religioso e culturale, vide un periodo di decadenza morale e religiosa a partire dalla metà circa del XV secolo, in cui si susseguirono sulla sede di Angers una serie di vescovi più preoccupati dei propri affari che di amministrare con merito la diocesi. Si segnala in particolare il doppio episcopato di Jean Balue e l'amministrazione di François de Rohan, arcivescovo di Lione, che resse la sede di Angers per oltre 30 anni.
Nella seconda metà del XVI secolo la diocesi fu devastata dai duri scontri tra cattolici e ugonotti, che avevano in Saumur uno dei loro principali e più produttivi centri di diffusione dell'eresia luterana. Da parte sua, la sede di Angers fu occupata in  questo periodo da valenti vescovi che seppero affrontare la crisi con zelo pastorale e fermezza; tra questi si segnalano Gabriel Bouvery (1540-1572), Guillaume Ruzé (1572-1587) e Charles Miron (1588-1626). In quest'epoca furono decine gli ordini e congregazioni religiose che fecero il loro ingresso in diocesi, contribuendo al rinnovamento della vita religiosa del clero e dei fedeli.
Per quasi tutta la seconda metà del XVII secolo la sede di Angers fu occupata dal vescovo Henri Arnauld (1650-1692), imparentato con Antoine Arnauld e Angélique Arnauld, badessa del monastero di Port-Royal, uno dei principali centri di diffusione del giansenismo in Francia. Lo stesso vescovo aveva simpatie per questa dottrina condannata dalla Santa Sede.
In seguito al concordato, con la bolla Qui Christi Domini di papa Pio VII del 29 novembre 1801 i confini della diocesi vennero fatti coincidere con quelli del dipartimento del Maine e Loira. Questa operazione costò alla diocesi la perdita di 24 parrocchie, cedute all'arcidiocesi di Tours, e di altre 109 passate alla diocesi di Le Mans In compenso la nuova diocesi di Angers incorporò 16 parrocchie che erano appartenute alla diocesi di Nantes, 37 alla diocesi di La Rochelle e 18 all'arcidiocesi di Poitiers.
Il 1º settembre 1974 ha acquisito la parrocchia di Puy-Saint-Bonnet, che apparteneva all'arcidiocesi di Poitiers e dal 1º settembre 1973 faceva parte del dipartimento del Maine e Loira.
Nel 1998 la suddivisione pastorale della diocesi è stata riorganizzata, accorpando le oltre 400 parrocchie storiche in 85 nuove parrocchie.
L'8 dicembre 2002, con la riorganizzazione delle circoscrizioni diocesane francesi, è entrata a far parte della provincia ecclesiastica dell'arcidiocesi di Rennes.
Il 2 marzo 2017 la diocesi si è ingrandita con l'acquisizione dell'ex comune di Le Fresne-sur-Loire, già appartenuto alla diocesi di Nantes.

## Cronotassi dei vescovi
Diversi sono i cataloghi episcopali antichi che riportano la serie dei vescovi di Angers. Secondo Louis Duchesne, si possono ridurre a due tipologie: un catalogo primitivo del IX secolo; e il catalogo detto "di Archanald", riportato da sei manoscritti diversi, risalente al X secolo o all'inizio dell'XI.
Nella presente cronotassi si omettono i periodi di sede vacante non superiori ai 2 anni o non storicamente accertati.
- Difensore † (menzionato nel 372)
- Sant'Apodemio † (menzionato nel 396)
- Prospero
- San Maurilio † (circa 423 - 13 settembre 453 deceduto)[6]
- Talasio † (4 ottobre 453 - dopo il 465 circa)
- Eumerio †
- Eustochio † (menzionato nel 511)
- Adelfio †
- Sant'Albino (Aubin) † (prima del 538 - dopo il 549)[7]
- Domiziano † (menzionato nel 567)
- Baudigiselo †
- Audoveo † (prima del 581 - dopo il 590)
- San Licinio † (menzionato nel 601)
- Caidulfo †
- San Magnobodo † (610 - dopo il 627)
- Niulfo †
- San Lupo †
- Agilberto †[8]
- Godeberto †
- Gariario †
- Bosone †
- Colatobo †
- Benigno †
- Berto †
- Sadrio † (menzionato nel 757)
- Mauriolo † (prima del 762 - dopo il 770)
- Genziano †
- San Benedetto † (menzionato nell'816)
- Flodegario † (menzionato nell'829)
- Argleario †
- Dodone † (prima dell'837 - 9 novembre circa 879 deceduto)
- Rainone † (880 - dopo il 905)
- Rotardo †
- Rainaldo I †
- Erveo † (menzionato nel 929)
- Aimone †
- Nefingo † (prima di marzo 966 - 973 deceduto)
- Rainaldo II † (973 - 11 giugno 1005 deceduto)
- Hubert de Vendôme † (prima del 1010 - 2 marzo 1047 deceduto)
- Eusèbe Brunon † (6 dicembre 1047 - 1081 dimesso)
- Geoffroy de Tours † (6 agosto 1081 - 10 ottobre 1093 deceduto)
- Geoffroy de Mayenne † (circa 1093[9] - dopo il 25 marzo 1101 dimesso)
- Renaud de Martigné † (prima del 12 gennaio 1102 - dopo il 15 dicembre 1124 nominato arcivescovo di Reims)
- Ulger † (20 settembre 1125 consacrato - 16 ottobre 1149 deceduto)
- Normand de Doué † (6 marzo 1150 consacrato - 4 maggio 1153 deceduto)
  - Sede vacante (1153-1155)
- Mathieu de Loudun † (1155 - 4 marzo 1162 deceduto)
- Geoffroy La Mouche † (1162 - 18 gennaio 1177 deceduto)
- Raoul de Beaumont † (1177 - 11 aprile 1197 deceduto)
- Guillaume de Chemillé † (1197 - 25 maggio 1202 deceduto)
- Guillaume de Beaumont † (1202 - 31 agosto 1240 deceduto)
- Michel Villoiseau † (1240 - 6 novembre 1260 deceduto)
- Nicolas Gellent † (1261 - 29 gennaio 1291 deceduto)
- Guillaume Le Maire † (marzo o aprile 1291 - 13 maggio 1314 deceduto)
- Hugues Odard † (7 ottobre 1316 - 9 dicembre 1322 deceduto)
- Foulques de Mathefelon † (28 marzo 1324 - 23 dicembre 1355 deceduto)
- Raoul de Machecoul † (2 marzo 1356 - 3 dicembre 1358 deceduto)
- Guillaume Turpin de Cressé † (18 gennaio 1359 - 31 gennaio 1371 deceduto)
- Milon de Dormans † (3 marzo 1371 16 giugno 1374 nominato vescovo di Bayeux)
- Hardouin de Bueil † (16 giugno 1374 - 13 gennaio 1439 deceduto)
- Jean Michel † (20 febbraio 1439 - 12 settembre 1447 deceduto)
- Jean de Beauvau † (27 ottobre 1447 - 1467 deposto)
- Jean Balue † (5 giugno 1467 - 1476 dimesso)
  - Jean de Beauvau † (1476 - 23 aprile 1479 deceduto) (per la seconda volta, amministratore apostolico)
  - Auger de Brie † (1479 - 1480) (amministratore apostolico)
- Jean Balue † (1480 - 1491 deceduto) (per la seconda volta)
  - Carlo Domenico Del Carretto † (10 ottobre 1491 - 1º dicembre 1491 dimesso) (amministratore apostolico)
- Jean de Rély † (1º dicembre 1491 - 27 marzo 1499 deceduto)
  - François de Rohan † (15 maggio 1499 - 1532 dimesso) (amministratore apostolico)
- Jean Olivier, O.S.B. † (26 luglio 1532 - 12 aprile 1540 deceduto)
- Gabriel Bouvery † (30 aprile 1540 - 10 febbraio 1572 deceduto)
- Guillaume Ruzé † (4 luglio 1572 - 28 settembre 1587 deceduto)
- Charles Miron † (20 giugno 1588 - maggio 1616 dimesso)
- Guillaume Fouquet de la Varenne † (13 giugno 1616 - 10 gennaio 1621 deceduto)
- Charles Miron † (19 gennaio 1622 - 2 dicembre 1626 nominato arcivescovo di Lione) (per la seconda volta)
- Claude de Rueil † (20 marzo 1628 - 20 gennaio 1649 deceduto)
- Henri Arnauld † (4 aprile 1650 - 8 giugno 1692 deceduto)
- Michel Le Peletier † (15 ottobre 1692 - 9 agosto 1706 deceduto)
- Michel Poncet de La Rivière † (7 giugno 1706 - 2 agosto 1730 deceduto)
- Jean de Vaugirault † (18 dicembre 1730 - 21 giugno 1758 deceduto)
- Jacques de Grasse † (4 aprile 1759 - 24 luglio 1782 deceduto)
- Michel-François de Couët du Vivier de Lorry † (23 settembre 1782 - 19 settembre 1801 dimesso)
- Charles Montault des Isles † (14 aprile 1802 - 29 luglio 1839 deceduto)
- Louis-Robert Paysant † (23 dicembre 1839 - 6 settembre 1841 deceduto)
- Guillaume-Laurent-Louis Angebault † (23 maggio 1842 - 2 ottobre 1869 deceduto)
- Charles-Emile Freppel † (21 marzo 1870 - 22 dicembre 1891 deceduto)
- François-Désiré Mathieu † (19 gennaio 1893 - 25 giugno 1896 nominato arcivescovo di Tolosa)
- Louis-Jules Baron † (25 giugno 1896 - 28 maggio 1898 deceduto)
- Joseph Rumeau † (28 novembre 1898 - 9 febbraio 1940 deceduto)
- Jean-Camille Costes † (9 febbraio 1940 succeduto - 14 febbraio 1950 deceduto)
- Henri-Alexandre Chappoulie † (30 maggio 1950 - 13 gennaio 1959 deceduto)
- Pierre Marie Joseph Veuillot † (7 giugno 1959 - 12 giugno 1961 nominato arcivescovo coadiutore di Parigi[10])
- Henri-Louis-Marie Mazerat † (11 dicembre 1961 - 5 luglio 1974 dimesso)
- Jean Pierre Marie Orchampt † (5 luglio 1974 - 20 marzo 2000 ritirato)
- Jean-Louis Bruguès, O.P. (20 marzo 2000 - 10 novembre 2007 nominato segretario della Congregazione per l'educazione cattolica)
- Emmanuel Delmas, dal 17 giugno 2008

## Istituti religiosi presenti in diocesi
Nel 2013, contavano case in arcidiocesi le seguenti comunità religiose:
- Comunità femminili
- Agostiniane del Sacro Cuore di Maria, di Angers
- Ancelle dei poveri di Jeanne Delanoue
- Benedettine di Nostra Signora del Calvario
- Carmelitane scalze
- Cistercensi
- Congregazione del Ritiro
- Figlie del Cuore di Maria, di Baugé
- Figlie della carità del Sacro Cuore di Gesù
- Figlie di Santa Maria, di Torfou
- Fraternità delle piccole sorelle di Gesù
- Oblate di San Benedetto, ancelle dei poveri
- Orsoline dell'Unione Romana
- Piccole sorelle dei poveri
- Piccole suore di San Francesco d'Assisi
- Religiose ospedaliere di San Giuseppe
- Società delle figlie del Cuore di Maria
- Suore benedettine di Santa Batilde
- Suore del Santo Angelo Custode
- Suore della carità di Santa Maria, di Angers
- Suore della Provvidenza di Pommeraye
- Suore di Nostra Signora della Carità del Buon Pastore
- Suore di San Carlo, di Angers
- Suore francescane di Santa Maria degli Angeli

- Comunità maschili
- Cappuccini
- Carmelitani
- Cistercensi
- Compagnia di Maria
- Comunità Saint-Jean d'Espérance
- Congregazione di Santa Croce
- Fratelli dell'istruzione cristiana di San Gabriele
- Fratelli delle scuole cristiane
- Frati minori
- Istituto Cammino Nuovo
- Religiosi di San Vincenzo de' Paoli
- Società salesiana di San Giovanni Bosco

## Statistiche
La diocesi nel 2022 su una popolazione di 815.883 persone contava 586.000 battezzati, corrispondenti al 71,8% del totale.
| anno | popolazione | popolazione | popolazione | presbiteri | presbiteri | presbiteri | presbiteri                | diaconi | religiosi | religiosi | parrocchie |
| anno | battezzati  | totale      | %           | numero     | secolari   | regolari   | battezzati per presbitero | diaconi | uomini    | donne     | parrocchie |
| ---- | ----------- | ----------- | ----------- | ---------- | ---------- | ---------- | ------------------------- | ------- | --------- | --------- | ---------- |
| 1959 | 475.000     | 518.000     | 91,7        | 1.078      | 928        | 150        | 440                       |         | 220       | 3.500     | 417        |
| 1970 | 530.000     | 584.709     | 90,6        | 957        | 784        | 173        | 553                       |         | 373       | 3.582     | 420        |
| 1980 | 553.000     | 638.000     | 86,7        | 766        | 675        | 91         | 721                       | 1       | 202       | 2.938     | 421        |
| 1990 | 611.000     | 719.000     | 85,0        | 643        | 564        | 79         | 950                       | 7       | 178       | 2.436     | 419        |
| 1999 | 573.000     | 705.869     | 81,2        | 511        | 455        | 56         | 1.121                     | 17      | 134       | 1.909     | 85         |
| 2000 | 586.300     | 732.942     | 80,0        | 494        | 444        | 50         | 1.186                     | 22      | 131       | 1.852     | 85         |
| 2001 | 583.000     | 732.942     | 79,5        | 465        | 416        | 49         | 1.253                     | 21      | 130       | 1.737     | 85         |
| 2002 | 583.300     | 732.942     | 79,6        | 450        | 400        | 50         | 1.296                     | 13      | 135       | 1.695     | 85         |
| 2003 | 564.700     | 752.942     | 75,0        | 442        | 394        | 48         | 1.277                     | 23      | 130       | 1.697     | 85         |
| 2004 | 564.706     | 752.942     | 75,0        | 438        | 381        | 57         | 1.289                     | 29      | 129       | 1.635     | 85         |
| 2006 | 559.114     | 745.486     | 75,0        | 405        | 353        | 52         | 1.380                     | 28      | 109       | 1.576     | 85         |
| 2012 | 566.000     | 783.000     | 72,3        | 338        | 289        | 49         | 1.674                     | 37      | 104       | 1.268     | 85         |
| 2015 | 573.000     | 790.000     | 72,5        | 294        | 243        | 51         | 1.948                     | 48      | 100       | 1.152     | 62         |
| 2018 | 578.550     | 805.555     | 71,8        | 265        | 210        | 55         | 2.183                     | 50      | 107       | 1.000     | 62         |
| 2020 | 582.800     | 811.470     | 71,8        | 231        | 179        | 52         | 2.522                     | 52      | 94        | 926       | 62         |
| 2022 | 586.000     | 815.883     | 71,8        | 199        | 153        | 46         | 2.944                     | 52      | 82        | 960       | 60         |